# Nukâka Coster-Waldau

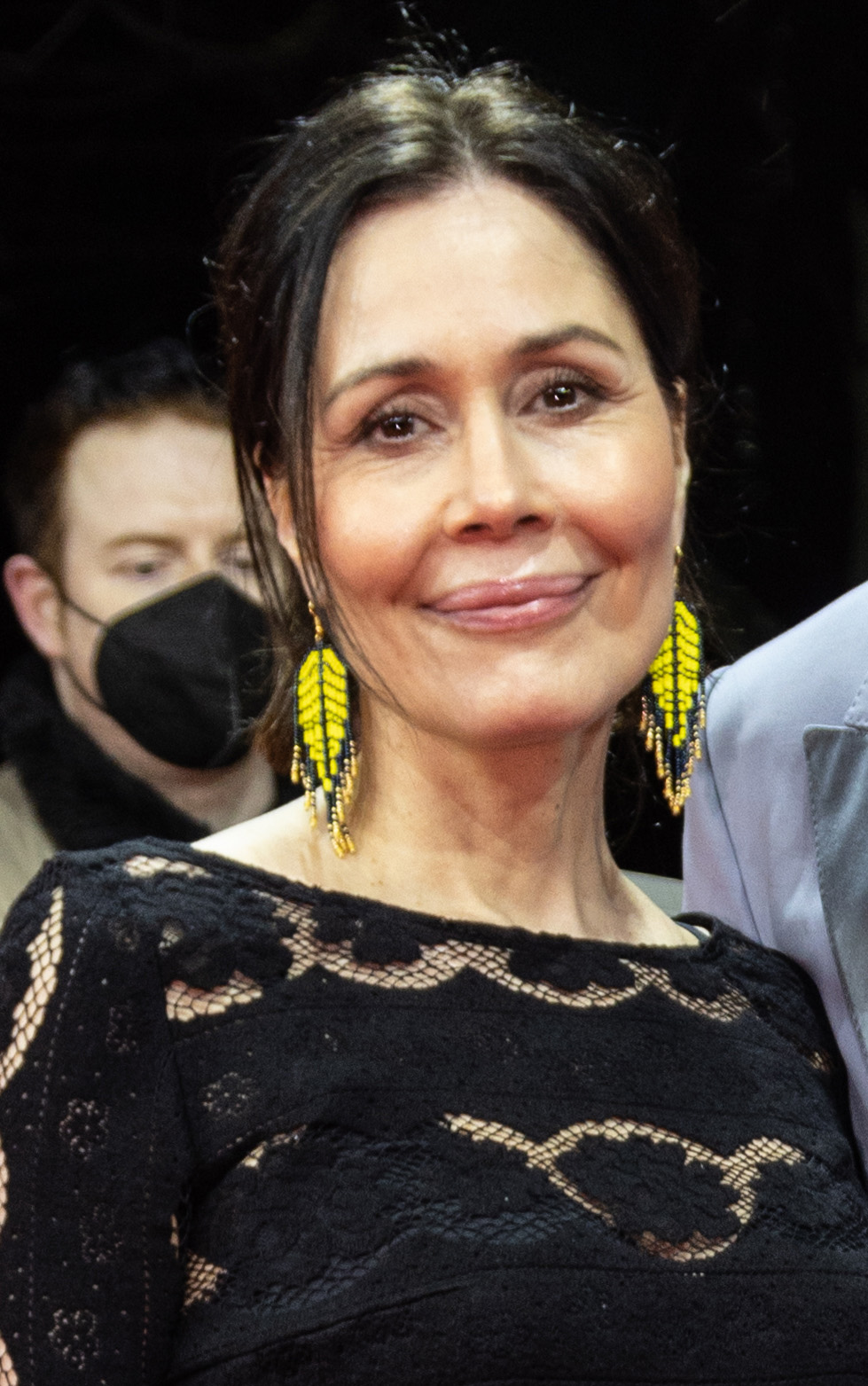
Nukâka Coster-Waldau (2022)

Sascha Nukâka Coster-Waldau (geb. Motzfeldt; * 23. Februar 1971 in Hjørring, Dänemark) ist eine grönländische Schauspielerin.

## Leben
Nukâka Coster-Waldau ist die Tochter des Politikers Josef Motzfeldt (* 1941) und seiner Frau Vivi Egede. Sie wurde in Dänemark geboren, wo ihr Vater ausgebildet wurde, und wuchs im grönländischen Uummannaq auf. Am 6. Juni 1998 heiratete sie den dänischen Schauspieler Nikolaj Coster-Waldau (* 1970), mit dem sie zwei Töchter hat.
Nukâka wurde 1990 zur Miss Greenland ernannt und erreichte anschließend bei Miss Universe die beste Platzierung, die Grönland im Wettbewerb erreichen konnte. 2006 schloss sie nach sechs Jahren als erste Grönländerin eine Schauspielausbildung an der Dänischen Staatstheaterschule ab. Sie ist seit 1998 als Schauspielerin in grönländischen und dänischen Filmen und Serien tätig.

## Filmografie
- 1998: Vildspor
- 1998: Lysets hjerte
- 2003: Forsvar
- 2007: Kommissarin Lund – Das Verbrechen
- 2007: Hvid nat
- 2007: Gaven
- 2008: Himmerland
- 2010: Eksperimentet
- 2012: Skavengers
- 2013: Det grå guld
- 2014: Sangen fra havet (Stimme)
- 2014: Echoes of a Ronin
- 2014: Sømand
- 2016: Ditte & Louise
- 2018: Anori
- 2018: Lykkelænder
- 2018: When the dogs are gone
- 2019: Familien Addams (Stimme)
- 2019: A Word for Human
- 2019: Durch Grönland mit Nikolaj Coster-Waldau
- 2020: Tynd is
- 2021: Die Schwesternschule
- 2022: Historien om Grønland og Danmark
- 2023: Agent
- 2024: An Optimist's Guide to the Planet
- 2025: Das Rad der Zeit